# Matthew McCoy
Matthew McCoy (ur. w 1819, zm. 31 stycznia 1853) – polityk z Pitcairn, dwukrotny magistrate (burmistrz) Pitcairn.

## Życiorys
McCoy był wnukiem Williama McCoya, buntownika ze statku Bounty. Syn Daniela i Sary Quintal. Był w związku małżeńskim z Margaret Christian, z którą miał dwanaścioro dzieci, w tym Jamesa.
Po raz pierwszy urząd magistrate na Pitcairn (ówczesna nazwa obecnego urzędu burmistrza) objął 1 stycznia 1843 i pełnił go do końca roku. Potem piastował to stanowisko raz – od 1 stycznia 1853 roku do swojej śmierci. Zginął w wyniku tragicznego wypadku, jaki rozegrał się pod koniec stycznia 1853 roku. Z okazji odpływu statku Bounty miano wystrzelić salwy armatnie, jednak armata eksplodowała raniąc kilku mężczyzn. Stracił prawą rękę, którą amputował mu jeden z chirurgów statku, pomimo tego zmarł kilka dni później w wieku około 34 lat.